# Incendie de Dabwali
L'incendie de Dabwali est un incendie survenu le 23 décembre 1995 à Mandi Dabwali (en), une ville située dans le district de Sirsa, dans l'Haryana, en Inde.

## Incendie
L'incident s'est produit au Rajiv Marriage Palace à Dabwali, où l'école publique locale DAVP (en) tenait sa fonction annuelle de distribution de prix. Une tente synthétique, qui avait été installée à l'intérieur du bâtiment, s'est enflammée lorsqu'un générateur électrique a été court-circuité. Le feu s'est propagé rapidement et a bloqué l'entrée principale; de nombreux décès ont été causés par la bousculade qui en a résulté alors que 1 500 personnes tentaient de s'échapper par la porte de sortie unique. Au moins 400 personnes sont mortes dans l'incendie et 160 autres ont été blessées, dont la moitié avec de graves brûlures. Certaines sources estiment que jusqu'à 540 personnes ont été tuées, 170 d'entre elles étant des enfants et le reste des adultes.

## Conséquences
L'hôpital civil de Dabwali n'était pas en mesure de faire face au nombre de victimes, de sorte que de nombreuses victimes de brûlures ont été envoyées dans les villes voisines pour y être soignées. Le Christian Medical College (en) de Ludhiana a reçu trente-deux patients, alors qu'il n'avait qu'une unité de six lits pour les grands brûlés et des ressources insuffisantes. Une foule en colère de 5 000 personnes en deuil s'est rassemblée dans les rues de Dabwali, se moquant des installations d'urgence et empêchant la police de retirer les corps pour la crémation.
En janvier 2003, une commission individuelle a été mise en place pour enquêter sur l'incident et calculer le montant des indemnités dues aux familles des victimes. La commission, dirigée par le juge TP Garg, a demandé de nombreuses prolongations et a mis plus de six ans pour conclure son rapport. L'indemnisation a finalement été fixée à 18cr de roupies indiennes (3,9 millions de dollar américain), bien qu'en novembre 2009, la Haute Cour du Pendjab et de l'Haryana a augmenté le montant à 34cr de roupies indiennes (7,4 millions dollar américain), et a ajouté 6% d'intérêt pour rattraper le retard. L'argent devait être fourni conjointement par la fiducie DAV et le gouvernement de l'Haryana, et partagé entre les familles de 446 victimes. Cependant, le DAV a fait appel de la décision, affirmant que le montant était excessif et que l'école ne devrait pas être tenue d'indemniser les familles. Le tribunal a répondu qu'ils n'avaient pas effectué de contrôles de sécurité incendie adéquats et leur a ordonné de payer une indemnité provisoire de 10cr de roupies indiennes (2,2 millions dollar américain) avant que l'appel puisse être entendu.
Les membres de l'Association des victimes de l'incendie de Dabwali, formée par les survivants et les familles des morts, estiment qu'on n'a pas fait assez pour que la tragédie ne se reproduise plus. Ils affirment qu'après seize ans, les réglementations nécessaires en matière de sécurité incendie n'ont toujours pas été mises en place. Ils ont également exprimé leur déception que les promesses du gouvernement d'un nouvel hôpital de 100 lits et d'un centre de traitement des brûlures n'aient pas encore été tenues.